# Канеда Мамі
Канеда Мамі (яп. 金田 真美; нар. Японія) — японська футболістка, виступала в збірній Японії.

## Кар'єра в збірній
Дебютувала у збірній Японії 22 жовтня 1984 року в поєдинку проти Австралії. З 1984 по 1986 рік у формі японської збірної провела 3 матчі.

## Статистика виступів у збірній
| жіноча національна збірна Японії | жіноча національна збірна Японії | жіноча національна збірна Японії |
| Рік                              | Матчі                            | Голи                             |
| -------------------------------- | -------------------------------- | -------------------------------- |
| 1984                             | 2                                | 0                                |
| 1985                             | 0                                | 0                                |
| 1986                             | 1                                | 0                                |
| Загалом                          | 3                                | 0                                |